# Баллада о прокуренном вагоне
«Баллада о прокуренном вагоне» — стихотворение Александра Кочеткова, самой узнаваемой фразой в котором является «с любимыми не расставайтесь». Известность приобрело после того, как прозвучало в фильме «Ирония судьбы, или С лёгким паром!». В результате проведённого в 2015 году журналом «Русский репортёр» социологического исследования текст стихотворения занял 51-е место в сотне самых популярных в России стихотворных строк, включающих, в числе прочего, русскую и мировую классику.

## История создания
Как больно, милая, как странно,
Сроднясь в земле, сплетясь ветвями,—
Как больно, милая, как странно
Раздваиваться под пилой.
Не зарастёт на сердце рана,
Прольётся чистыми слезами,
Не зарастёт на сердце рана —
Прольётся пламенной смолой…
С любимыми не расставайтесь!
С любимыми не расставайтесь!
С любимыми не расставайтесь!
Всей кровью прорастайте в них,—
И каждый раз навек прощайтесь!
И каждый раз навек прощайтесь!
И каждый раз навек прощайтесь!
Когда уходите на миг!
«Баллада…» была написана под впечатлением от случайного спасения: в октябре 1932 года, чтобы отсрочить на 3 дня расставание со своей женой, Ниной Григорьевной Прозрителевой, Кочетков сдал билет на поезд Сочи—Москва, который попал в катастрофу. 16 октября 1932 года в Москве на станции Люблино произошло крушение скорого поезда № 2 из Сочи. Погибли 36 человек, пострадал 51 человек. По решению суда виновными в крушении были признаны начальник станции (расстрелян), дежурный по станции (получил 8 лет), сторож (приговорен к 6 годам заключения), сигналист (осужден на 1 год). Друзья, знавшие о приезде Кочеткова этим поездом, сочли его погибшим и были потрясены, когда он объявился в Москве через три дня. В первом же письме, полученном Ниной Григорьевной из Москвы, было это стихотворение.
Ещё во время Великой Отечественной войны «Балладу о прокуренном вагоне» переписывали от руки и посылали в письмах. Стихотворение разошлось так широко благодаря корреспонденту газеты «Красный флот», участнику обороны Севастополя писателю Леониду Соловьёву (автору книги о Ходже Насреддине). Зимой 1942 года он познакомился в Ташкенте с Кочетковым, услышал от него «Балладу…» и переписал стихотворение в блокнот.
Но опубликовано стихотворение было только в 1966 году, на 298-й странице альманаха «День поэзии», с кратким предисловием Льва Озерова.

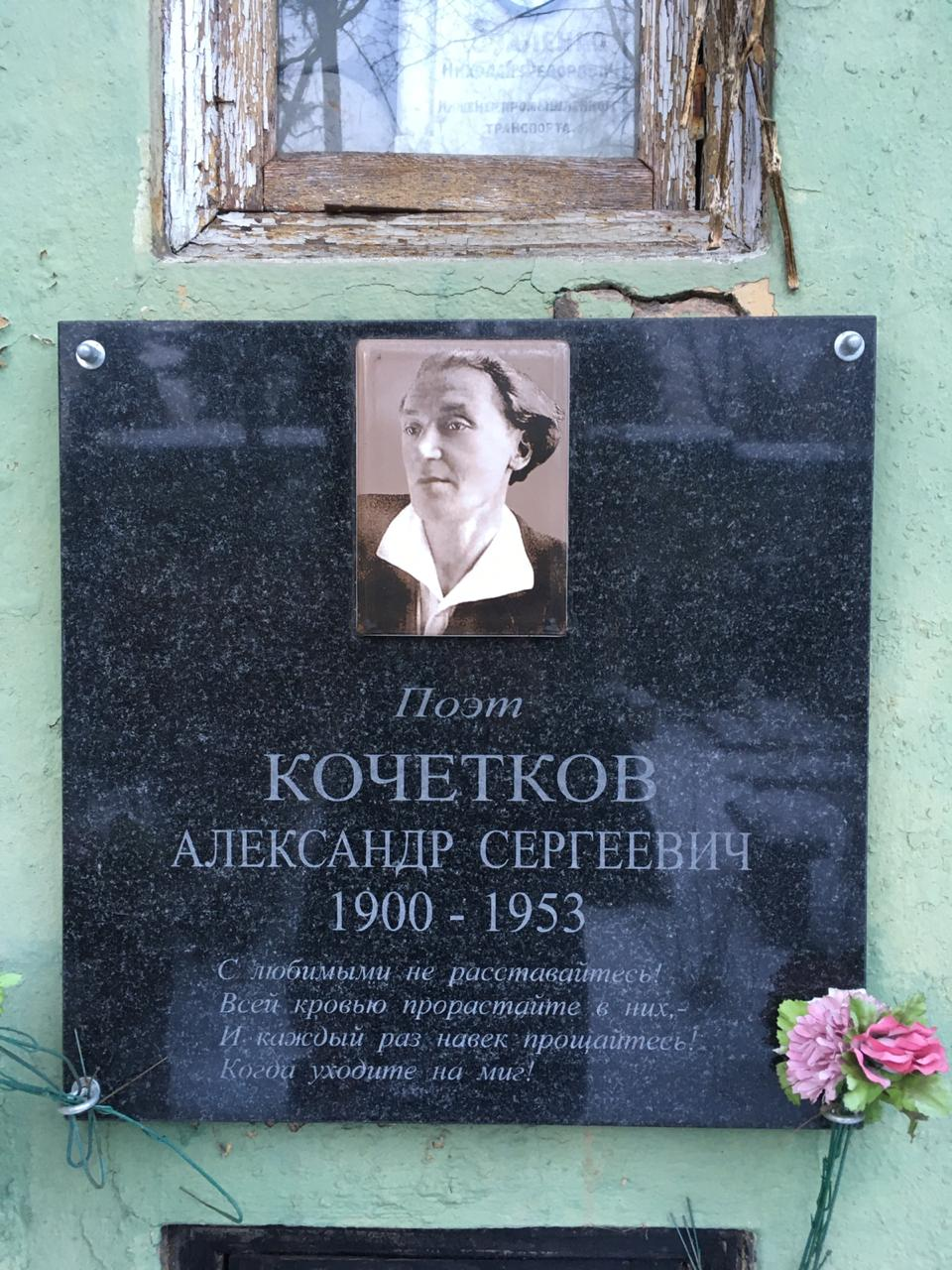
Доска на ячейке в колумбарии с прахом Кочеткова. Строки из «Баллады…»

## Параллели
По мнению литературоведа И. Кукулина, «Баллада» могла послужить образцом для Константина Симонова, написавшего во время войны стихотворение «Жди меня».

## Отражение в культуре
- Стихотворение звучит за кадром в исполнении Андрея Мягкова и Валентины Талызиной в фильме «Ирония судьбы, или С лёгким паром!» 1975 года.
- Строкой из «Баллады…» названа пьеса А. Володина, по которой снят одноимённый фильм.
- В 2016 году Максим Фадеев написал на стихи музыку и совместно с Наргиз записал песню «С любимыми не расставайтесь»
- В 2018 году, при участии Павло Шевчука, свою версию  «С любимыми не расставайтесь» записала группа «Uma2rman» для альбома «Не нашего мира»[5]; был выпущен видеоклип[6].
- На надгробии Кочеткова на Донском кладбище написано четверостишие из «Баллады…»